# Dicolpomys fossor
Dicolpomys fossor es una especie extinta de roedor histricomorfo, la única del género monotípico Dicolpomys, incluido en la familia de los equimíidos. Habitó en el centro-este de Sudamérica hasta hace poco más de un milenio.

## Taxonomía
Descripción original
Este género fue descrito originalmente en el año 1887 por el zoólogo dinamarqués Herluf Winge, junto con la única especie que en él se incluye.
Su descripción se basó en 5 mandíbulas colectadas por el paleontólogo y naturalista danés Peter Wilhelm Lund en las cuevas cuaternarias de Lagoa Santa, Brasil.

## Distribución y edad atribuida
Serie tipo
- Lapa da Escrivania Nr. 5, Lagoa Santa, estado de Minas Gerais, Brasil. El rango estratigráfico postulado es Pleistoceno tardío-Holoceno.[2]

Exhumaciones en el sur de Brasil
Se han recuperado 220 especímenes de sitios arqueológicos del Pleistoceno tardío-Holoceno del estado de Río Grande del Sur.
- Garivaldino (de 7250 a 8290 años AP),
- Sangão (de 3730 a 7390 años AP),
- Pilger (de 3000 a 8010 años AP)
- Deobaldino Marques (Holoceno).

Registros de la Argentina
El único registro fuera de Brasil proviene del sitio arqueológico de Sambaquí de Puerto Landa, situado en las coordenadas: 33°19′25″S 58°27′13″O / -33.32361, -58.45361, a 500 m de la margen derecha del río Uruguay, en la provincia de Entre Ríos, en la región mesopotámica del este de la Argentina. El rango estratigráfico postulado es Holoceno tardío (1056-997 años AP, 894-953 DC). 
El ejemplar es un fragmento de hemimandíbula derecha, con m1, parte de la cresta maseterina y la base del cóndilo y del proceso coronoides. Fue catalogado como: MAMA-SPL-S1-5-1.

## Caracterización
Este pequeño equimíido presentaba especializaciones cráneo-dentales relacionadas con hábitos fosariales.
El espécimen del Holoceno tardío de la Argentina representa el registro más reciente de un género extinto de roedores caviomorfos sudamericanos. Además, de acuerdo con afinidades filogenéticas, distribución geográfica y adaptaciones fosariales, puede interpretarse como una expansión hacia el sur, a través del corredor chaqueño, de este y otros taxones caracterizados por ser linajes brasileños adaptados a espacios abiertos. El límite sur de estas faunas chaqueñas presentó un patrón de avances y retrocesos en concordancia a las fluctuaciones paleoclimáticas del Cenozoico. Como estos linajes después de su extinción en latitudes mayores lograban sobrevivir en latitudes menores, la ausencia de registros de este género en sitios brasileños contemporáneos o más recientes al sitio argentino se interpretó como resultado de inconvenientes tafonómicos o solo un sesgo de muestreo.